# Бублик Іван Михайлович
Бу́блик Іва́н Миха́йлович (19 серпня 1912, Олександрівка, РІ — 30 березня 1996, Україна) — український радянський зоолог, кандидат біологічних наук, доцент, учасник Другої світової війни, має бойові нагороди.

## Біографічні дані
Народився 19 серпня 1912 року в Олександрівці Кіровоградської області в родині робітника залізничного транспорту. Закінчив 7 класів трудової школи і педагогічний технікум. У 1931 році направлений на роботу вчителем Новгородківської трудової школи № 3.
У 1932 році переїхав до Дніпропетровської області, де працював спочатку вчителем молодших класів Лозоватської трудової школи, а із серпня 1933 року по серпень 1935 року — вчителем природознавства Пальмирівської семирічної трудової школи. У 1935 році вступив на стаціонарне відділення природничого факультету Полтавського педагогічного інституту, який закінчив у 1939 році.
Після завершення навчання отримав направлення на посаду директора Косівської середньої школи в Кіровоградській області. У жовтні 1939 року призваний до Червоної армії. Брав участь у Другій світовій війні спочатку як командир взводу, згодом — помічник командира батареї, командир батареї, а з 1945 року — помічник начальника штабу бригади. Має бойові нагороди, чотири медалі. У серпні 1946 року був демобілізований у званні капітана запасу.
З вересня 1946 року на посадуі старшого лаборанта кафедри зоології Львівського державного педагогічного інституту. У 1948 році він став асистентом тієї ж кафедри. У лютому 1960 року через те, що природничий факультет педагогічного інституту перевели до Львівського державного університету, одержав посаду асистента кафедри зоології безхребетних. З вересня 1960 року виконував обов'язки доцента кафедри, з 1963 по 1967 роках — старший викладач. З 1967 по 1977 рік — доцент кафедри зоології Львівського університету. З 1977 на пенсії.
Помер 30 березня 1996 року. У 1960-х роках жив у Львові на вулиці Сталіна у будинку № 49.

## Наукова робота
Наукові інтереси вченого були пов'язані з шкідниками плодових культур, їх біологією та поширенням на території Західної України. 
Він автор близько 30 наукових праць, серед яких:
- «Шкідлива ентомофауна плодового саду західних областей України» (Наук. зап. ЛДПІ, 1956),
- «Поширення щитівок і псевдощитівок, шкідників плодових дерев у Львівській області та деяких інших районах західних областей УРСР» (Наук. зап. ЛДПІ, 1959),
- «Найголовніші комахи-шкідники саду Львівської області» (Київ, 1959).[1]

## Нагороди
- Орден Вітчизняної війни;
- Орден Червоної Зірки[1].